# Amt Neuburg
Het Amt Neuburg is een samenwerkingsverband van 6 gemeenten in het  Landkreis Nordwestmecklenburg in de Duitse deelstaat Mecklenburg-Voor-Pommeren. Het Amt telt 6.196 inwoners. Het bestuurscentrum bevindt zich in  Neuburg.

## Gemeenten
1. Benz (641)
2. Blowatz (1.144)
3. Boiensdorf (495)
4. Hornstorf (1.203)
5. Krusenhagen (584)
6. Neuburg * (2.129)